# 北白川駅
北白川駅（きたしらかわえき）は、宮城県白石市白川津田下谷地にある、東日本旅客鉄道（JR東日本）東北本線の駅である。

## 歴史
- 1911年（明治44年）12月19日：開業[4]。
- 1963年（昭和38年）8月1日：貨物の取り扱いを廃止[3]。
- 1984年（昭和59年）
  - 2月1日：荷物の扱いを廃止[3]。
  - 12月1日：駅員無配置駅となり[5]、簡易委託化。
- 1987年（昭和62年）4月1日：国鉄の分割民営化により、東日本旅客鉄道の駅となる[3]。
- 1990年（平成2年）：無人化。
- 2003年（平成15年）10月26日：ICカード「Suica」の利用が可能となる[6]。
- 2024年（令和6年）10月1日：えきねっとQチケのサービスを開始[1][7]。

## 駅構造
単式ホーム1面1線と島式ホーム1面2線、計2面3線のホームを持つ地上駅であるが、島式ホームの片側（中線）は現在使用されておらず柵がされているため、事実上2面2線となっている。互いのホームは跨線橋で連絡している。
白石蔵王駅管理の無人駅である。簡易Suica改札機と乗車駅証明書発行機（精算機対応）が設置されている。なお、朝のラッシュ時には臨時検札が行われる（磁気定期券の確認が主である）。

### のりば
| ホーム | 路線      | 方向 | 行先           |
| ------ | --------- | ---- | -------------- |
| 駅舎側 | ■東北本線 | 下り | 仙台方面       |
| 反対側 | ■東北本線 | 上り | 白石・福島方面 |

- 案内上の番線番号は設定されていない。

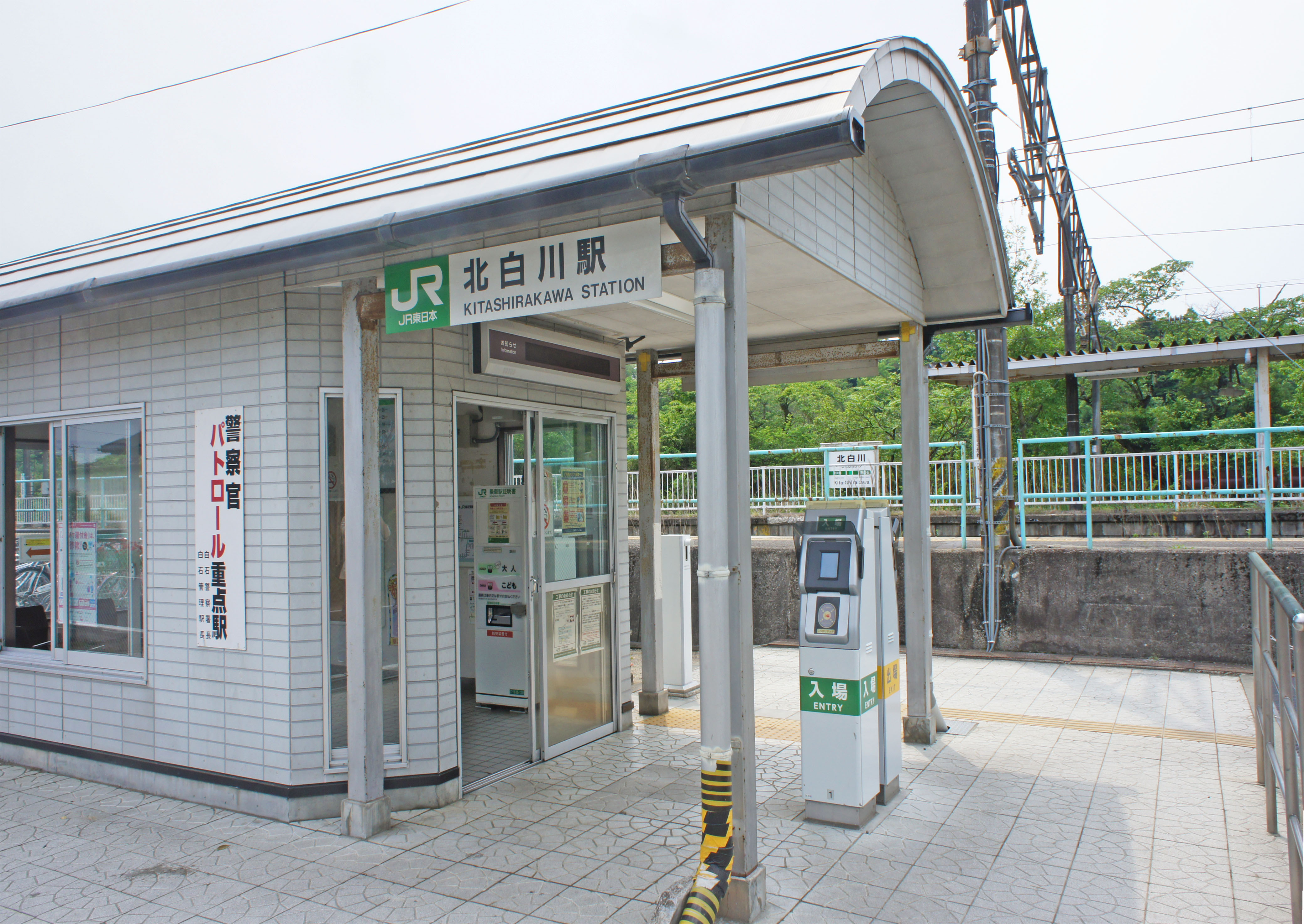
改札口（2022年5月）
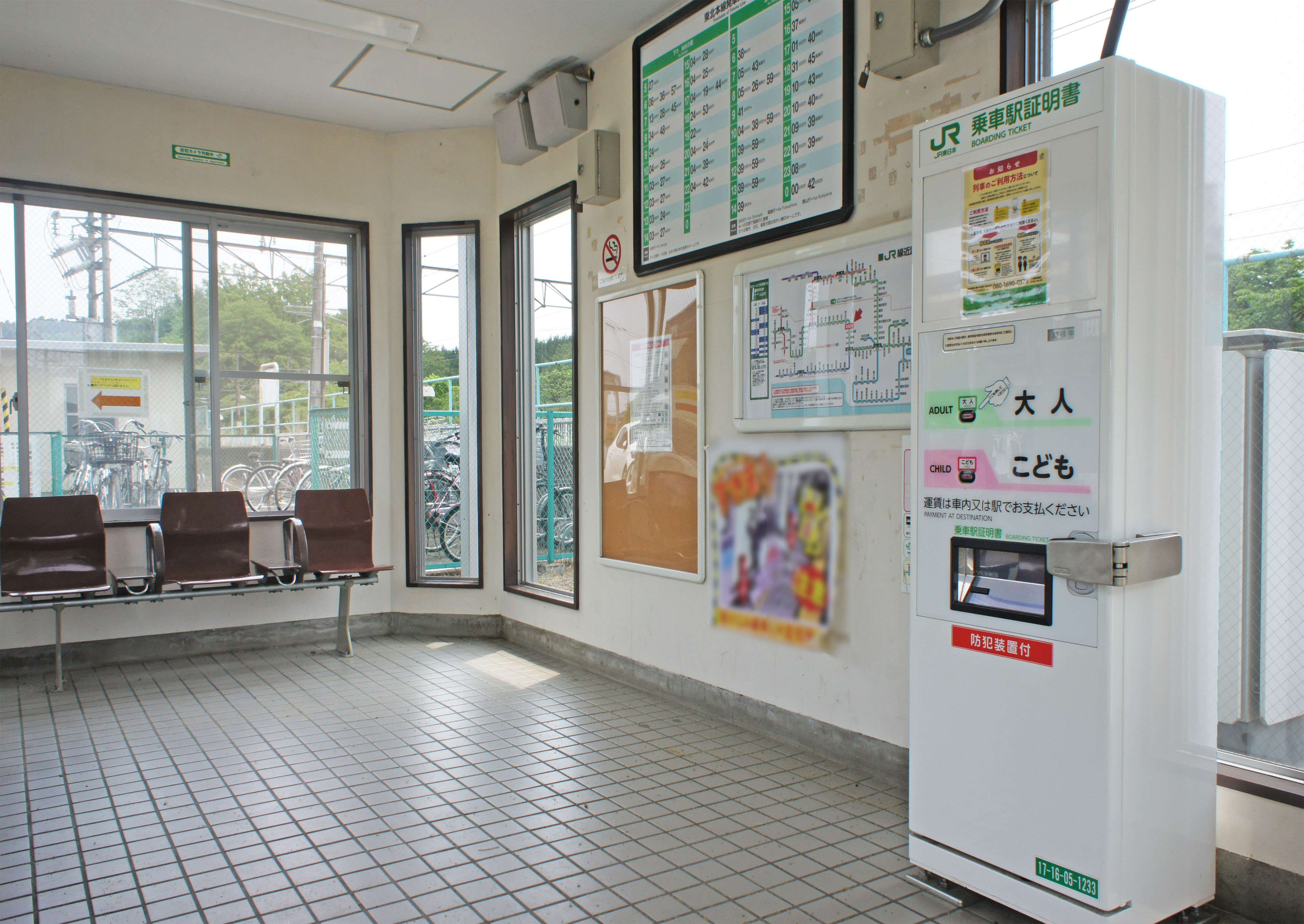
待合室（2022年5月）
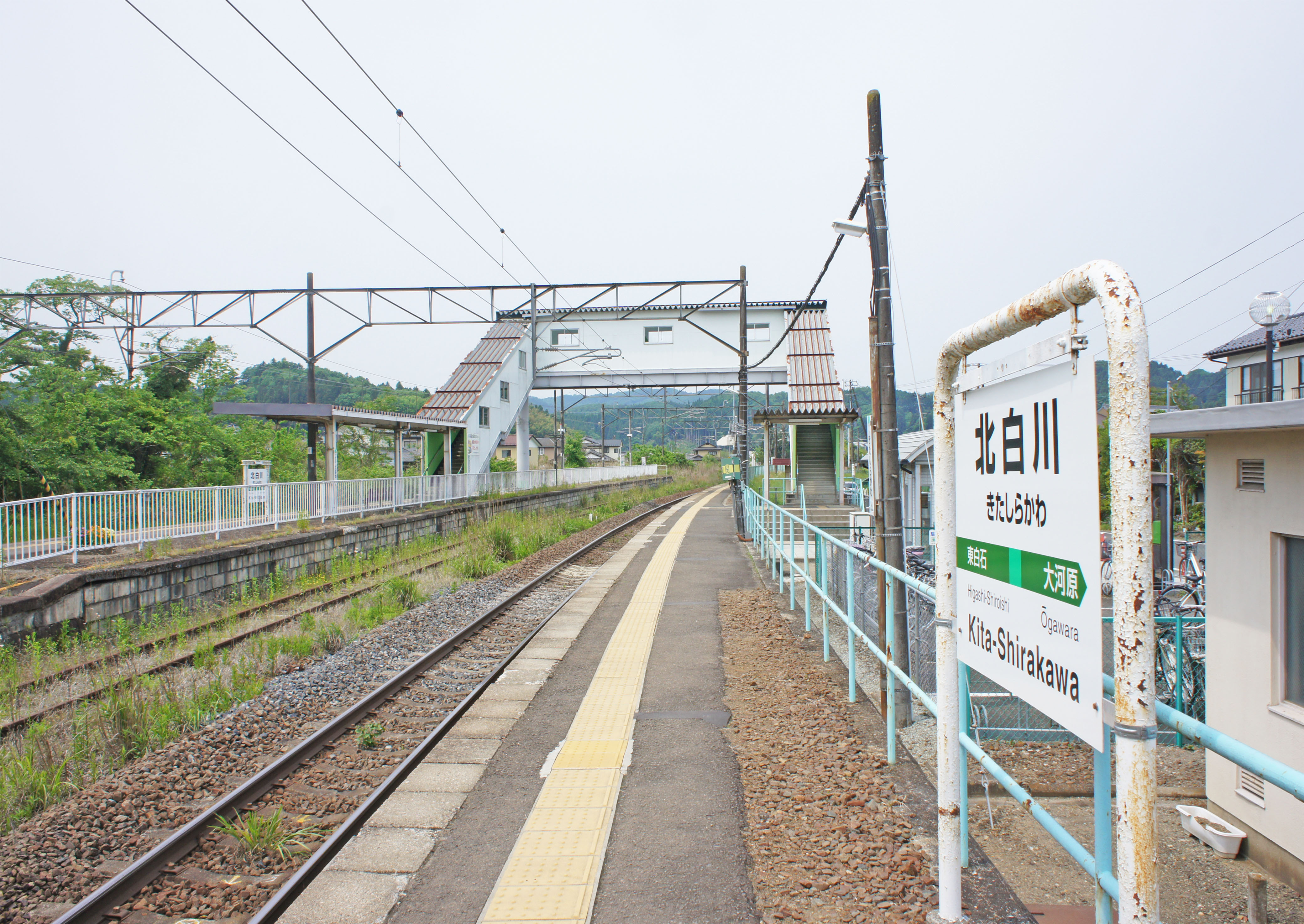
下り線ホーム（2022年5月）
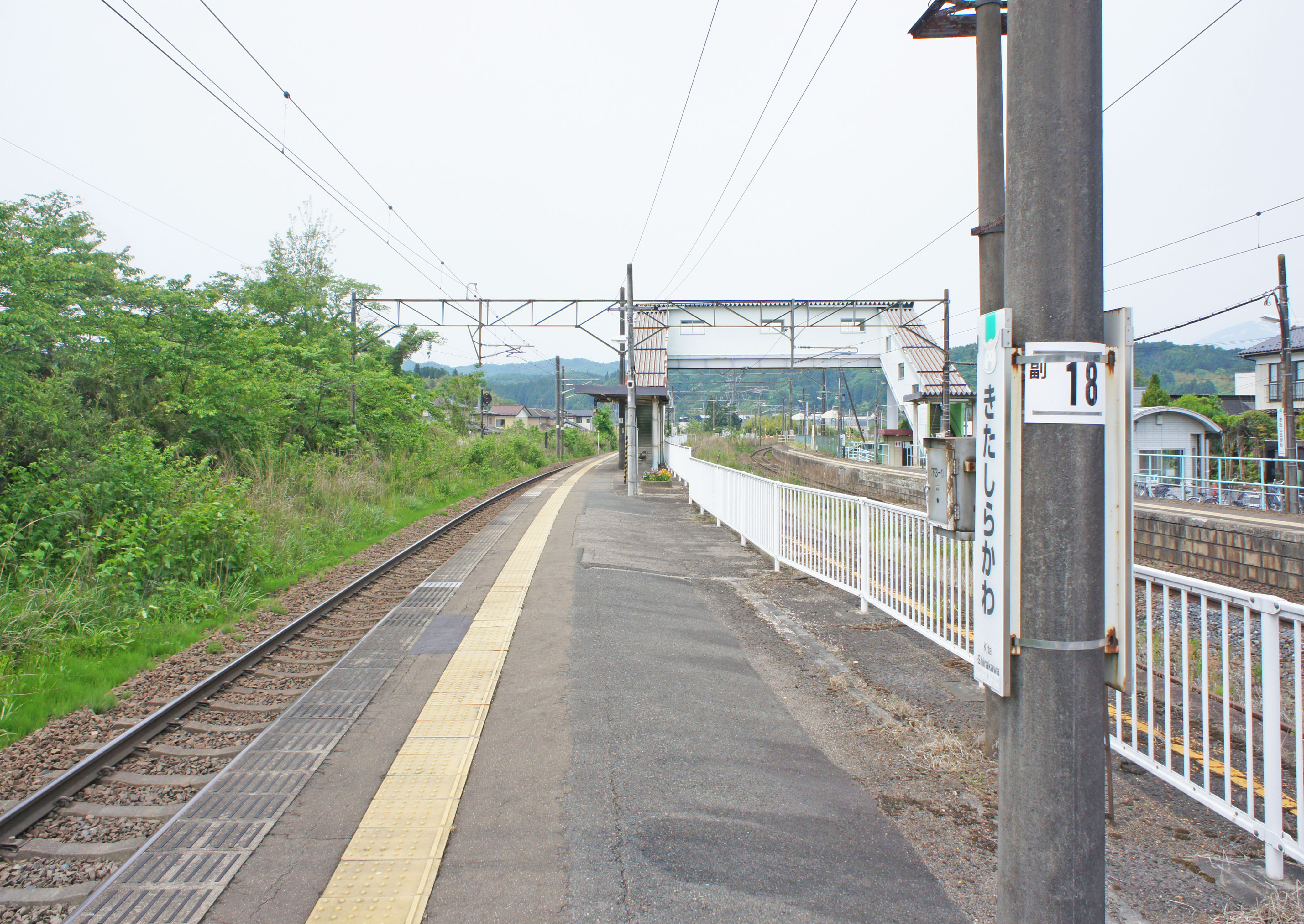
上り線ホーム（2022年5月）

## 駅周辺
- 北白川郵便局
- 白石川
- 宮城県立白石高等技術専門校
- 白石警察署白川駐在所

## 隣の駅
東日本旅客鉄道（JR東日本）
■東北本線
東白石駅 - 北白川駅 - 大河原駅